# ماريكو ناغاي
ماريكو ناغاي (بالإنجليزية: Mariko Nagai)‏ (1973)؛ كاتِبة وشاعرة يابانية.